# Louis-Joseph de Montcalm

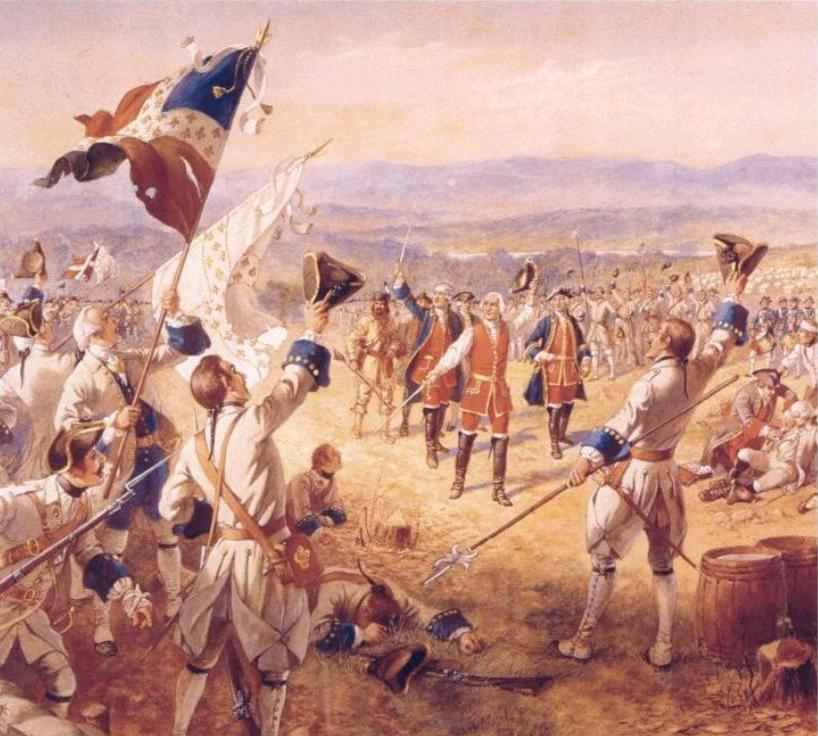
Vitória de Montcalm com suas tropas em Carillon por Henry Alexander Ogden.

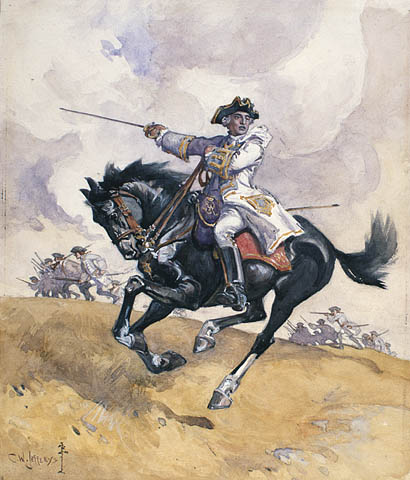
Montcalm no comando de suas tropas sobre as planícies de Abraham.
Aquarela de Charles William Jefferys.

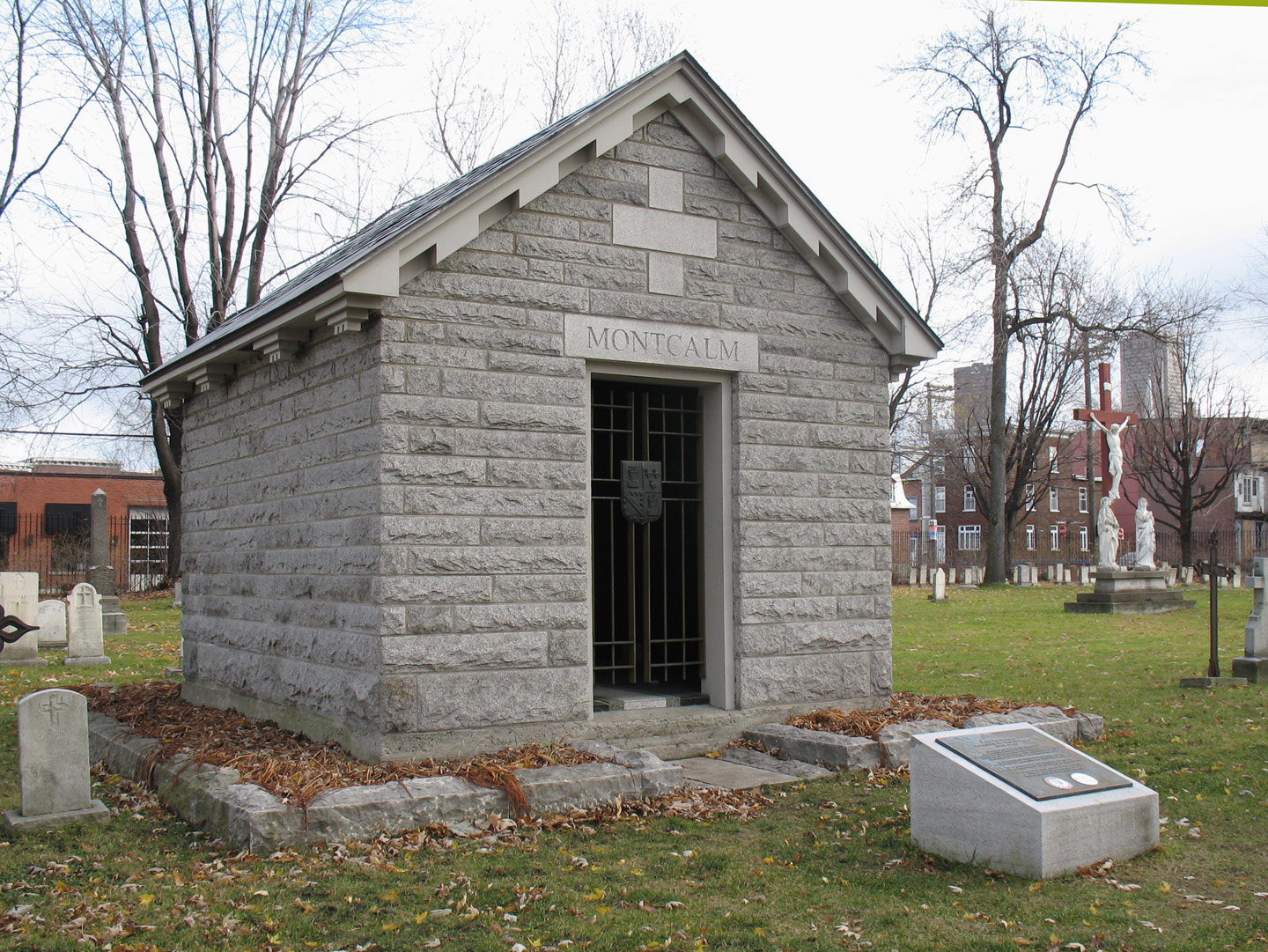
Mausoléu de Montcalm em Notre-Dame-des-Anges

Louis Joseph de Montcalm-Gozon, marquês de Montcalm (28 de fevereiro de 1712, em Gard - 14 de setembro de 1759, em Quebec), foi um soldado francês mais conhecido como comandante das forças na América do Norte durante a Guerra dos Sete Anos (cujo teatro de batalha norte-americano é também referida como a Guerra Franco-Indígena).

## Vida
Montcalm nasceu perto de Nîmes, na França, em uma família nobre, e entrou para o serviço militar cedo na vida. Ele serviu na Guerra da Sucessão Polonesa e na Guerra da Sucessão Austríaca, onde seu distinto serviço levou à promoção a general de brigada. Em 1756 , o rei Luís XV o enviou à Nova França para liderar sua defesa contra os britânicos na Guerra dos Sete Anos. Montcalm teve sucessos notáveis em 1756, 1757 e 1758, mas a mobilização britânica de grande número de tropas contra a Nova França levou a reveses militares em 1758 e 1759 (quando, em janeiro, foi promovido a tenente-general), culminando com a morte de Montcalm na Batalha das Planícies de Abraão.
O serviço de Montcalm na Nova França foi marcado pelo conflito entre ele e o governador-geral da colônia, Pierre de Rigaud, marquês de Vaudreuil-Cavagnial. Esses homens foram os líderes do esforço de guerra na Nova França durante a Guerra dos Sete Anos.

Montcalm é uma figura controversa entre os historiadores militares, alguns dos quais criticaram fortemente suas decisões em Quebec. 

## Ligações Externas
- Eccles, W. J. (1974). «Montcalm, Louis-Joseph, Marquis de, Marquis de Montcalm». In:  Halpenny, Francess G. Dictionary of Canadian Biography. III (1741–1770) online ed. University of Toronto Press
- Lindsay, Lionel (1911). «Marquis de Louis-Joseph Montcalm-Gozon». In:  Herbermann, Charles. Enciclopédia Católica (em inglês). 10. Nova Iorque: Robert Appleton Company
- Lindsay, Lionel (1911). «Marquis de Louis-Joseph Montcalm-Gozon». In:  Herbermann, Charles. Enciclopédia Católica (em inglês). 10. Nova Iorque: Robert Appleton Company
- «1759: From the Warpath to the Plains of Abraham (virtual museum)». National Battlefields Commission. 2005
- «Plains of Abraham». Quebec, Canada: National Battlefields Commission. 3 de agosto de 2015
- Casselman, Ian (15 de junho de 2015). «Louis-Joseph de Montcalm, Marquis de Montcalm». The Canadian Encyclopedia. Historica Canada
- Archives of Louis-Joseph de Montcalm [Fonds Louis-Joseph de Montcalm, R6560) são mantidos na Library and Archives Canada (em francês)